# Ammannia senegalensis
Ammannia senegalensis, con el nombre común de "copper leaf ammania", es una planta acuática perteneciente a la familia  Lythraceae. Es originaria del oeste de  Senegal, a menudo creciendo como una mala hierba en los arrozales.

## Descripción
Es una planta herbácea erecta o postrada que alcanza los 4-35 cm de alto; los tallos son tetrangulares. La especie tiene hojas estrechas, onduladas y opuestas. Dependiendo de la intensidad de la luz, el color de las hojas varía desde un verde pálido a un color rojo bronceado. Alcanzan unas dimensiones de 12-20 cm de largo o más. 

## Distribución y hábitat
Se encuentra en el suelo húmedo de agua dulce de temporada, en el césped corto y juncias, en esteros sobre suelos arenosos, en el limo de arena húmeda a la orilla de las lagunas a una altitud de 0-450 metros. Distribuyéndose por Egipto, Sudáfrica, Namibia, Suazilandia y Botsuana.

## Cultivo
Estas plantas prefieren una gran cantidad de luz para un crecimiento óptimo. Pueden crecer rápidamente en las condiciones adecuadas y crecerá sobre el agua, si es poco profunda. Crecen mejor con  dióxido de carbono añadido al agua. Las condiciones ideales del agua son suaves y ácidas, pero estas plantas son generalmente resistentes y adaptables en la mayoría de las condiciones moderadas. Para crecer así que necesitan  micronutrientes de hierro añadido al acuario.
Pueden ser fácilmente reproducida por estacas en un sustrato.

## Taxonomía
Ammannia senegalensis fue descrita por Guill. & Perr. y publicado en Florae Senegambiae Tentamen 1: 301. 1833.
Etimología
Ammannia: nombre genérico que fue nombrado en honor de Paul Amman (1634-1691), botánico, fisiólogo y director del Hortus Medicus en la Universidad de Leipzig.
senegalensis: epíteto geográfico que alude a su localización en Senegal.
Sinonimia
- Ammannia senegalensis var. senegalensis (1791)
- Ammannia filiformis DC.
- Ammannia floribunda Guill. & Perr.
- Ammannia salsuginosa Guill. & Perr. (1833)
- Ammannia senegalensis f. filiformis (DC.) Hiern
- Ammannia senegalensis var. ondongana (Koehne) Verdc.[3]